# Tim Flannery
Timothy Fridtjof Flannery, detto Tim (28 gennaio 1956), è un paleontologo e mammologo australiano.
Dopo gli studi presso La Trobe University e Monash University, nel 1985, rivolse i suoi interessi allo studio dell'evoluzione dei mammiferi in Australasia. Come parte del suo dottorato, descrisse 29 nuove specie di canguro.
In campo paleontologico ha scoperto molte nuove specie di dinosauro sulle coste meridionali del Victoria e resti fossili di mammiferi australiani risalenti a 80 milioni di anni fa. In Nuova Guinea ha descritto una specie di Falangeride gigante del Pleistocene. Per i risultati ottenuti, Sir David Attenborough lo ha descritto come «uno dei più grandi esploratori di tutti i tempi, al pari di David Livingstone».
Negli ultimi anni si è dedicato ad un'intensa opera di sensibilizzazione riguardo al riscaldamento globale, tanto da essere stato nominato «Australiano dell'Anno» nel 2007.
Nel 2009 aderisce al progetto per la realizzazione del film "Soldiers of Peace" che coinvolge 14 Paesi nel Mondo nella realizzazione di una pace globale.
Nel 2011 l'Accademia di scienze naturali di Filadelfia (Academy of Natural Sciences of Philadelphia) gli conferì il Premio Leidy.
| Flannery è l'abbreviazione standard utilizzata per le specie animali descritte da Tim Flannery. Categoria:Taxa classificati da Tim Flannery |